# Turn Down the Lights
"Turn Down the Lights" é uma canção/single da cantora americana Shanice. Composta e produzida por Bo Watson e McArthur, foi o segundo single lançado de seu terceiro álbum 21... Ways to Grow. Um videoclipe foi filmado.

## Lista de faixas
12" single
A1. "Turn Down The Lights" (Live Version Editado) (4:16)
A2. "Turn Down The Lights" (Midnight Mix Editado) (3:55)
A3. "Turn Down The Lights" (S.O.C. w/o Rap Editado) (3:55)
B1. "Turn Down The Lights" (S.O.C. w/Rap Editado) (3:55)
B2. "Turn Down The Lights" (Focus LP Edit) (3:50)
B3. "Turn Down The Lights" (Versão do álbum) (4:31)

## Posições no gráficos musicais
| Gráfico                              | Posição |
| ------------------------------------ | ------- |
| EUA Billboard Bubbling Under Hot 100 | 14      |
| EUA Billboard Hot R&B/Hip-Hop Songs  | 21      |